# Burgaria
Burgaria, Burgària o Burgarìa o anche Bulgaria fu un antico contado dell'alto Medioevo, corrispondente all'attuale territorio occidentale e nord-occidentale della città metropolitana di Milano (l'Altomilanese). Era uno dei contadi in cui si suddivideva la marca di Milano sotto la dominazione dei Longobardi e dei Franchi.
La più antica esistenza di un Comitatus Burgarensis viene menzionata in tre diplomi rispettivamente dell'877, dell'890 e del 919 d.C.
Confinava probabilmente con il Seprio a nord, il fiume Ticino a ovest (ma andava forse anche oltre), la contea di Milano a sud, ed infine a est con la Brianza, lungo il confine segnato dal fiume Seveso.
Non è ben chiaro se il suo capoluogo fosse l'antica Parabiago, i cui signori furono prima i Sambonifacio, poi i loro discendenti Crivelli de Parabiaco, o se tale borgo fu un territorio autonomo a sé stante, dato che in alcuni documenti viene menzionato un "Contado di Parabiago".
Altri centri venivano segnalati dai cronisti di varie epoche, come presunti e/o probabili capoluoghi del Contado: Dairago, ricordata anche come importante capopieve; Corbetta e Rosate, citati come centri di maggiore importanza. Probabilmente la Burgaria cambiava sede alternando i vari paesi, forse in base al predominio di una o dell'altra famiglia nobiliare, nelle varie epoche della sua esistenza.

## Etimologia
Vi sono tre differenti interpretazioni sull'origine del nome; le due più probabili si vogliono da brughiera, tipico paesaggio boschivo lombardo (vedi anche Brugherio), o dai bulgari, di cui un piccolo gruppo emigrò assieme ai longobardi (come testimonia anche il toponimo Bulgarograsso, in provincia di Como); la terza, più improbabile data l'antecedenza dell'evento, si richiama addirittura ai burgundi, stabilitisi in piccole zone del Nord Italia durante le prime invasioni barbariche (si veda Sannazzaro de' Burgondi, in provincia di Pavia).

## Storia
Sorse come territorio autonomo tra il VI e il VII secolo dell'era cristiana, proprio nel periodo di dominio longobardo, e tale rimase dopo la conquista dell'Italia ad opera di Carlo Magno; successivamente all'avvento del Sacro Romano Impero Germanico, passò sotto il Seprio, dato che nell'epoca della Battaglia di Legnano veniva ricordato come parte integrante della contea di Gallarate. Tornò contea autonoma verso il XIII o il XIV secolo, per poi decadere con l'inizio del Rinascimento, difatti nei documenti dei secoli successivi la Burgaria non venne più menzionata e contemporaneamente anche Parabiago, il presunto capoluogo, conobbe un periodo di decadenza.

## Pievi
La contea della Burgaria comprendeva in età rinascimentale le seguenti pievi:
- pieve di Corbetta
- pieve di Dairago
- pieve di Parabiago
- pieve di Rosate
- pieve di Casorate nel vicariato di Binasco
- pieve di Decimo nel vicariato di Binasco
- vicariato di Settimo (principato di Pavia)
- pieve di Oleggio (contea di Novara)
- pieve di Trecate (contea di Novara)